# Pin alb chinezesc
Pinul alb chinezesc (Pinus armandii) sau pinul lui Armand este o specie de pin originară din China, care apare din sudul Shanxi la vest până în sudul Gansu și la sud până în Yunnan, cu populații periferice în Anhui. Crește la altitudini de 2200–3000 m în Taiwan și, de asemenea, se extinde pe o mică distanță în nordul Birmaniei. În chineza mandarină este cunoscut sub numele de „Pinul Muntelui Hua” (华山松).

## Descriere
Crește la 1.000–3.300 m altitudine, cu altitudini mai mici în principal în partea de nord a arealului de răspândire. Este un copac care ajunge la 35 m de înălțime, cu un trunchi de până la 1 m în diametru.
Frunzele (sau ace) sunt grupate câte cinci (uneori șapte), numai la capătul ramurilor, de secțiune triunghiulară, în mănunchiuri închise și suspendate, de 8–15 cm lungime pe 1–1,5 mm.
Conurile de polen sunt drepte sau înclinate, cilindrice sau ovoid-elipsoide, în funcție de soi. Eliberarea de polen are loc pe la mijlocul lunii iunie.
Conurile femelelor sunt verzi, apoi galben-maronii la maturitate, purtate de un peduncul roșu de 2–3 cm. Conurile de semințe vechi de un an sunt drepte, ovoide, de culoare albastru-verde. Conurile de doi ani sunt au o formă de butoi, cu solzi îngroșați, necurbați sau ușor curbați spre interior, de un verde strălucitor la început, devenind portocaliu-brun apoi violet-maro.
Semințele sunt fără aripi, galben-brun sau negru-maro, obovoide, de 1–1,5 cm pe 6–10 mm. Maturarea semințelor are loc în septembrie-octombrie a anului următor.

## Taxonomie
Există două sau trei varietăți de pin alb chinezesc
- Pinus armandii var. armandii. Toată gama, cu excepția populațiilor de mai jos.
- Pinus armandii var. mastersiana. Munții din centrul Taiwanului.
- Pinus armandii var. dabeshanensis. Munții Dabie de la granița Anhui-Hubei. Alternativ, această varietate poate fi considerată ca o specie separată, Pinus dabeshanensis (pinul din Munții Dabie).

IUCN a enumerat var. dabeshanensis (evaluat ca Pinus dabeshanensis) ca vulnerabilă și var. mastersiana ca fiind pe cale de dispariție.

## Folosință
Semințele de pin alb chinezesc sunt folosite cu scop alimentar. Cercetările indică faptul că aceste semințe pot provoca sindromul gurii de pin, o tulburare a gustului care durează de la câteva zile până la câteva săptămâni după consum. 
Lemnul este folosit în scopuri generale de construcție; specia este importantă în plantațiile forestiere din unele părți ale Chinei. De asemenea, este cultivat ca arbore ornamental în parcuri și grădini mari din Europa și America de Nord. Denumirea științifică îl comemorează pe misionarul și naturalistul francez Armand David (1826 –1900), care l-a introdus pentru prima dată în Europa și după care această plantă a fost numită în limba franceză Pin d'Armand.